# Sapatá

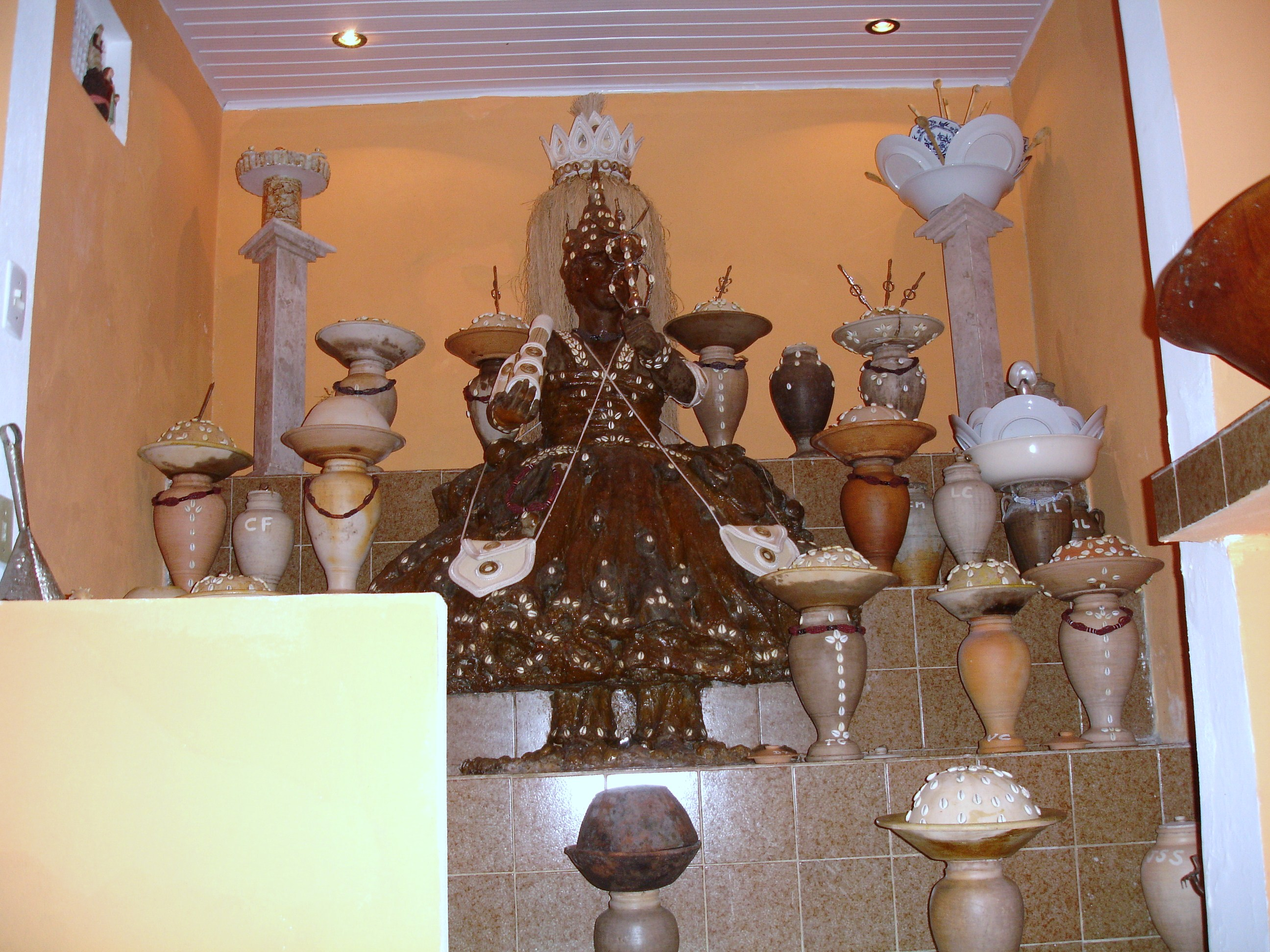
Assentamento de Sapatá e Nanã no candomblé

Sapatá (em fon, Sakpata) é vodum da terra. É o grande Aivodum dos eué-fon, por isso intitulado Ayinon (o dono da terra). Considerado filho mais velho de Mawu ele é enfim, o Rei do Mundo, originariamente vodum senhor da varíola e, por extensão, de inúmeras enfermidades contagiosas que deformam o corpo. Todo os fons o teme enormemente e o cultua fervorosamente e possui uma grande quantidade de representações, cada uma sendo um aspecto de doenças e infecções.
A tradição aponta a origem do culto de Sapatá na localidade de Kpeyin Vedji, um enclave iorubá dentro do território maí a noroeste de Abomei. Desta dupla procedência permanece a curiosidade de que Sapatá é considerado uma divindade iorubá ("nagô") pelos fons e jejes.
- Kohossú, cujo nome significa "Rei da Lama" é o pai de todos os Sapatás;
- Nyohwe Ananú, dona da água parada que mata de repente é a mãe, e são ambos filhos de Nà Buùku.
- Da Zodji, envia a disenteria e os vômitos, considerado o mais velho de todos. Ele não tem braços ou pernas e é carregado numa padiola, mas tem o poder da invisibilidade e, apesar do defeito físico, comanda todos os Sapatás.
- Da Langan come a carne das pessoas ainda vivas.
- Da Sinji traz as inchações e tromboses.
- Aglossuntó é responsável pelas feridas e chagas que nunca cicatrizam.
- Adohwan castiga perfurando os intestinos.
- Avimadjé é o que leva as almas dos que morreram punidos por Sapatá.
- Bossu-Zohon é o grande feiticeiro.
- Alogbê possui cinco braços e é ligado aos tohossú
- Adan Tanyi é filho de Da Zodji, e traz a lepra.
- Suvinengué um abutre com cabeça humana e é filho de Da Langan.

Existem várias outras denominações: Agbologbodji, Tonekpó, Gbazu, Ahossú Ganhwa, Kpadadadaligbo (que é fêmea) etc., cujos nomes, atribuições e lugar dentro da "família" variam de região para região.
- Uma outra tradição conta que Sapatá é uma divindade dupla, tanto macho como fêmea. O macho sendo Da Zodji e a fêmea sua irmã Nyohwe Ananu, gêmeos nascidos do primeiro parto da entidade andrógina Mawu-Lissá.
- Sapatá é cultuado em seus templos sob um aspecto duplo. Possui o aspecto Jeholú ("Rei das Joias", que seriam as pústulas trazidas pela varíola) que é tratado internamente e não recebe sacrifícios de sangue diretamente, mas é lustrado com uma mistura de sangue e azeite de dendê e envolto por panos. O aspecto Zun-holú ("Rei da Floresta") fica do lado de fora, recebe os sacrifícios de sangue diretamente sobre ele e é coberto por rodilhas de ramos secos da palmeira de ráfia (Raffia vinifera) palha-da-costa, e é um montículo que pode ser mais alto do que um homem. Os sacerdotes e fiéis o tratam como um ente vivo, o reverenciam, abraçam, etc. Zun-holú de tamanhos mais modestos podem ser vistos diante dos humpame de outros voduns, sobretudo nos de [[Quevioço].

A iniciação de Sapatá entre os fons consiste em duas partes. Na primeira e mais longa, os neófitos permanecem no humpame vários meses submetendo-se a disciplina rígida de silêncios, jejuns, aprendizagem de cânticos e danças rituais e nesta eles são chamados de agamassi. No final desta fase, as famílias juntam dinheiro para realizar um grande ritual, no qual os neófitos morrem simbolicamente e ficam escondidos por três dias dos olhos de todos, e depois são trazidos para fora enrolados em mortalhas e são publicamente "ressuscitados" pelo Aklunon (ministro do culto). A partir daí eles recebem seus nomes de iniciação e passam a ser chamados de "Anagonu" (nativo iorubá "nagô"), por causa da acreditada origem nagô do vodum; "Sapatace" (Sakpatasi; "esposa" de Sapatá) ou "Azonce" ("esposa" da doença).
- No antigo Reino do Daomé, o culto de Sapatá era olhado com suspeita, às vezes banido (e o foi, definitivamente, de Abomei). Uma vodunce de Sapatá não pode ser dada como esposa para o rei, e havia sempre a suspeita maior de que seus sacerdotes espalhavam deliberadamente a doença para aumentar seu poder. Mas outra questão importante neste caso é o fato de que Sapatá abertamente desafia o poder real portando os títulos de Ayinon e Jeholú, que são títulos que o rei também possui.

## Brasil
Na Diáspora, o culto de Sapatá foi usualmente misturado ao de sua versão iorubá, Obaluaiê. 
No Candomblé Jeje, ele é conhecido como Azonsu ("A" Morte), grafado no Brasil como "Azunsu" ou "Ajunsum" ( A Foice Branca da Morte), "Azoani" ou "Azauani"(A Doença), "Omolu" (Cheiro da Doença), sendo este segundo nome também conhecido na Santeria cubana como "Asojano".

## Cuba
Na Santeria cubana é conhecido como "Asojano".